# ميخائيل يونغ
ميخائيل يونغ (5 سبتمبر 1994 بدوكيوسن في الولايات المتحدة - ) (بالإنجليزية: Michael Young)‏ هو لاعب كرة سلة أمريكي في مركز هجوم قوي الجسم. لعب مع Pittsburgh Panthers ‏.

## وصلات خارجية
- ميخائيل يونغ على موقع دوري كرة السلة الياباني للمحترفين (اليابانية)
- ميخائيل يونغ على موقع سبورتس رفرنس (الإنجليزية)
- ميخائيل يونغ على موقع كرة السلة الأوروبية.كوم (الإنجليزية)
- ميخائيل يونغ على موقع إي إس بي إن.كوم (الإنجليزية)
- ميخائيل يونغ على موقع كلية كرة السلة في سبورتس رفرنس.كوم (الإنجليزية)
- ميخائيل يونغ على موقع ريلجم (الإنجليزية)
- ميخائيل يونغ على موقع بروبوليرز (الإنجليزية)
- ميخائيل يونغ على موقع سبورتس رفرنس (الإنجليزية)
- ميخائيل يونغ على موقع سبورتس رفرنس (الإنجليزية)